# Европско првенство у атлетици на отвореном 2014 — бацање кугле за жене
Такмичње у бацању кугле у женској конкуренцији на Европском првенству у атлетици 2014. у Цириху одржано је 15. и 17. августа на стадиону Лецигрунд.
Титулу освојену у Хелсинкију 2012, није бранила Надин Клајнерт из Немачке.

## Земље учеснице
Учествовало је 16 такмичарки из 12 земаља.
1. Белорусија (3)
2. Бугарска (1)
3. Естонија (1)
4. Италија (1)
5. Мађарска (1)
6. Немачка (2)
7. Русија (2)
8. Украјина (1)
9. Холандија (1)
10. Хрватска (1)
11. Шведска (1)
12. Шпанија (1)

## Рекорди
| Рекорди пре почетка Европског првенства 2014. | Рекорди пре почетка Европског првенства 2014. | Рекорди пре почетка Европског првенства 2014. | Рекорди пре почетка Европског првенства 2014. | Рекорди пре почетка Европског првенства 2014. | Рекорди пре почетка Европског првенства 2014. |
| --------------------------------------------- | --------------------------------------------- | --------------------------------------------- | --------------------------------------------- | --------------------------------------------- | --------------------------------------------- |
| Светски рекорд                                | Наталија Лисовска                             | Русија                                        | 22,63                                         | Москва, СССР                                  | 7. јуни 1987.                                 |
| Европски рекорд                               | Наталија Лисовска                             | Русија                                        | 22,63                                         | Москва, СССР                                  | 7. јуни 1987.                                 |
| Рекорди Европских првенстава                  | Вита Павлиш                                   | Украјина                                      | 21,69                                         | Будимпешта, Мађарска                          | 20. август 1998                               |
| Светски рекорд сезоне                         | Валери Адамс                                  | Нови Зеланд                                   | 20,46                                         | Велингтон, Нови Зеланд                        | 29. март 2014.                                |
| Европски рекорд сезоне                        | Кристина Шваниц                               | Немачка                                       | 20,22                                         | Хале, Немачка                                 | 17. мај 2014.                                 |

### Најбољи европски резултати у 2014. години
Десет најбољих европских бацачица кугле 2014. године до почетка првенства (27. јуна 2014), имале су следећи пласман на европској и светској ранг листи. (СРЛ)
| 1.  | Кристина Шваниц   | Немачка    | 20,22 | 17. мај | 2. СРЛ  |
| 2.  | Галина Облешчук   | Украјина   | 19,40 | 21. мај |         |
| 3.  | Јевгенија Колодко | Русија     | 19,33 | 10. мај | 5. СРЛ  |
| 4.  | Алиона Дубицка    | Белорусија | 19,03 | 24. јул |         |
| 5.  | Јулија Леанцјук   | Белорусија | 18,87 | 31 мај  | 8. СРЛ  |
| 6.  | Алена Копец       | Белорусија | 18,81 | 31. мај | 11. СРЛ |
| 7.  | Олга Голодна      | Украјина   | 18,54 | 21. мај |         |
| 8.  | Кјара Роза        | Италија    | 18,49 | 6. јул  | 14. СРЛ |
| 9.  | Ирина Тарасова    | Русија     | 18,38 | 14. јун | 15. СРЛ |
| 10. | Анита Мартон      | Мађарска   | 18,32 | 9. мај  | 16. СРЛ |

Такмичарке чија су имена подебљана учествовале су на ЕП.

## Освајачи медаља
|                         |                          |                       |
| Кристина Шваниц Немачка | Јевгенија Холодко Русија | Анита Мартон Мађарска |

## Квалификациона норма
| 16,30 м |

## Сатница
| Датум      | Време | Коло          |
| ---------- | ----- | ------------- |
| 15. август | 10:05 | Квалификације |
| 17. август | 15:00 | Финале        |

## Стартна листа
Табела представља листу такмичарки у бацању кугле са њиховим личним рекордом и најбољим резултатом у сезони 2014 и националним рекордом земље коју представљају (пре почетка првенства).
| РС  | СБр  | Атлетичарка           | Земља      | ЛР     | ЛРС   | НР    |
| --- | ---- | --------------------- | ---------- | ------ | ----- | ----- |
| 1.  | 1103 | Урсула Руиз           | Шпанија    | 17,99  | 17,70 | 18,20 |
| 2.  | 1540 | Олга Голодна          | Украјина   | 18,72  | 18,54 | 21,69 |
| 3.  | 1235 | Кристина Шваниц       | Немачка    | 20,41  | 20,22 | 22,45 |
| 4.  | 1023 | Алена Копец           | Белорусија | 19,24  | 18,81 | 21,58 |
| 5.  | 1053 | Валентина Мужарић     | Хрватска   | 17,89д | 17,08 | 17,52 |
| 6.  | 1426 | Јевгенија Колодко     | Русија     | 20,48  | 19,33 | 22,63 |
| 7.  | 1257 | Анита Мартон          | Мађарска   | 18,48  | 18,32 | 18,62 |
| 8.  | 1114 | Кетлин Пириме         | Естонија   | 16,80  | 15,82 | 18,20 |
| 9.  | 1241 | Лена Урбанијак        | Немачка    | 17,84  | 17,84 | 22,45 |
| 10. | 1507 | Фрида Окерстрем       | Шведска    | 16,72  | 16,72 | 18,17 |
| 11. | 1297 | Кјара Роза            | Италија    | 19,15  | 18,49 | 19,15 |
| 12. | 1025 | Јулија Леанцјук       | Белорусија | 19,79  | 18,87 | 21,58 |
| 13. | 1331 | Мелиса Букелман       | Холандија  | 18,17  | 17,86 | 18,97 |
| 14. | 1021 | Алиона Дубицка        | Белорусија | 19,03  | 19,03 | 21,58 |
| 15. | 1449 | Ирина Тарасова        | Русија     | 19,35  | 18,38 | 22,63 |
| 16. | 1040 | Радослава Мавродијева | Бугарска   | 18,67  | 18,05 | 21,89 |

## Резултати

### Квалификације
Због малог броја учесница квалификације су одржане у једној групи. Квалификациона норма за улазак у финале износила је 17,50 метара. Норму је испунило 5 такмичарки (КВ), а остале су се пласирале према постигнутом резултату.(кв)
| Место | Атлетичарка           | Земља      | #1      | #2    | #3    | Ретзултат | Белешка |
| ----- | --------------------- | ---------- | ------- | ----- | ----- | --------- | ------- |
| 1     | Кристина Шваниц       | Немачка    | 19,35   |       |       | 19,35     | КВ      |
| 2     | Јевгенија Колодко     | Русија     | 18,32   |       |       | 18,32     | КВ      |
| 3     | Алиона Дубицка        | Белорусија | 17,39   | x     | 18,07 | 18,07     | КВ      |
| 4     | Алена Копец           | Белорусија | 17,63   |       |       | 17,63     | КВ      |
| 5     | Ирина Тарасова        | Русија     | 17,55 m |       |       | 17,55     | КВ      |
| 6     | Анита Мартон          | Мађарска   | 17,09   | 17,28 | 17,36 | 17,36     | кв      |
| 7     | Јулија Леанцјук       | Белорусија | 17,35 m | x     | -     | 17,35     | кв      |
| 8     | Олга Голодна          | Украјина   | '17,32  | 16,84 | 17,11 | 17,32     | кв      |
| 9     | Радослава Мавродијева | Бугарска   | 17,18   | 16,77 | 16,96 | 17,18     | кв      |
| 10    | Лена Урбанијак        | Немачка    | 16,88   | x     | 17,17 | 17,17     | кв      |
| 11    | Кјара Роза            | Италија    | 16,23   | 16,49 | 16,76 | 16,76     | кв      |
| 12    | Мелиса Букелман       | Холандија  | 16,39   | 16,37 | 16,66 | 16,66     | кв      |
| 13    | Валентина Мужарић     | Хрватска   | 16,27   | x     | x     | 16,27     |         |
| 14    | Урсула Руиз           | Шпанија    | 15,79   | 15,70 | 15,75 | 15,79     |         |
| 15    | Кетлин Пириме         | Естонија   | 15,46   | x     | 15,66 | 15,66     |         |
| 16    | Фрида Окерстрем       | Шведска    | x       | 14,98 | x     | 14,98     |         |

### Финале
| Место | Атлетичарка           | Земља      | #1    | #2      | #3    | #4    | #5    | #6    | Резултат | Белешка |
| ----- | --------------------- | ---------- | ----- | ------- | ----- | ----- | ----- | ----- | -------- | ------- |
|       | Кристина Шваниц       | Немачка    | 18,87 | 19,90   | 19,66 | 19,79 | 19,60 | x     | 19,90    |         |
|       | Јевгенија Колодко     | Русија     | 18,39 | 18,46   | 19,09 | 18,92 | 18,95 | 19,39 | 19,39    | ЛРС     |
|       | Анита Мартон          | Мађарска   | 17,47 | 18,53   | 18,11 | 19,04 | 18,00 | 18,46 | 19,04    | НР      |
| 4     | Јулија Леанцјук       | Белорусија | 17,60 | 17,86   | 18,68 | 18,64 | 18,13 | 18,34 | 18,68    |         |
| 5     | Кјара Роза            | Италија    | 17,59 | 18,10   | 17,65 | 17,48 | x     | -     | 18,10    |         |
| 6     | Ирина Тарасова        | Русија     | x     | 17,50   | 18,05 | x     | x     | x     | 18,05    |         |
| 7     | Алиона Дубицка        | Белорусија | x     | x       | 17,71 | x     | 17,95 | 17,93 | 17,95    |         |
| 8     | Лена Урбанијак        | Немачка    | 17,56 | 17,77   | x     | 17,37 | x     | x     | 17,77    |         |
| 9     | Алена Копец           | Белорусија | 17,65 | x       | 17,65 |       |       |       | 17,65    |         |
| 10    | Мелиса Букелман       | Холандија  | x     | 17,09   | 17,23 |       |       |       | 17,23    |         |
| 11    | Олга Голодна          | Украјина   | x     | 17,08 м | x     |       |       |       | 17,08    |         |
| 12    | Радослава Мавродијева | Бугарска   | 16,75 | 16,98   | x     |       |       |       | 16,98    |         |